# Občanská válka v Mosambiku
Občanská válka v Mosambiku následovala boje za nezávislost země, jež získala v roce 1975. Proti, v Mosambiku vládnoucí, straně FRELIMO (port. Frente de Libertação de Moçambique, tj. Fronta za osvobození Mosambiku, angl. Front for Liberation of Mozambique) se v občanské válce násilně postavila od roku 1977 Rhodesie a později Republika Jižní Afrika, podporující uskupení RENAMO (port. Resistência Nacional Moçambicana, tj. Národní odpor Mosambiku, angl. Mozambique Resistence Movement). Válka mezi oběma frakcemi skončila v roce 1992 a vyžádala si na cca 1 milión mrtvých v důsledku bojů nebo strádání hladem, 5 milionů vystěhovalých obyvatel a spousty fyzicky postižených, obětí nášlapných min, jako odkazu války, které se staly doslova epidemií Mosambiku.

## Boj za nezávislost Mosambiku
Vzdor Portugalsku se začal projevovat v době, kdy se některé skupiny uvnitř mosambické společnosti odhodlaly k otevřenému obviňování portugalské úřední správy za staletí vykořisťování, útlaku a zanedbávání. Po úspěšné vlně národně osvobozeneckých hnutí v ostatních afrických oblastech (v roce 1960 začínají vznikat i první národně osvobozenecká hnutí v Mosambiku), mocnosti probíhající studené války a mezinárodní společenství doporučili Portugalsku, aby své oblasti v Africe opustilo. Začal se rozvíjet pocit vlastní mosambické národní nezávislosti a v červnu 1962 několik mosambických proti portugalských skupin společně utvořilo Frontu za osvobození Mosambiku (FRELIMO) v Dar-es-Salaam, v Tanzanii. Prvním předsedou FRELIMO se stal Eduardo Mondlane, jehož prvotním úkolem bylo vytvořit široce založenou povstaleckou koalici, která by mohla efektivně čelit tehdejšímu koloniálnímu režimu. Anonymní soukromí sponzoři, většinou Mondlaneho přátelé, financovali chod uskupení, jeho publicitu a vzdělávací programy, zatímco vojenský výcvik a výzbroj získávalo hnutí díky pomoci Alžíru, Sovětského svazu nebo Číny.
V září 1964 jednotky FRELIMO napadly administrativní úřad ve městě Chai, v provincii Cabo Delgado na severu země. Tento útok znamenal začátek ozbrojeného partyzánského boje proti portugalskému koloniálnímu režimu a rovněž na jeho začátku malou naději na úspěch FRELIMO, založenou na snaze postupně vyhlazovat koloniální obyvatelstvo a donutit tak Lisabon k jednání. Během války za nezávislost byl roku 1969 Eduardo Mondlane zabit nastraženou bombou. V roce 1970 se Portugalsko, i přes svou převahu, neúspěšně pokusilo vojenskou ofenzívou získat kontrolu nad Mosambikem a počátkem 70. let FRELIMO ovládalo již většinu území Mosambiku (v tu dobu se vrchním velitelem vojsk FRELIMO stává Samora Moisés Machel).
Roku 1973 Portugalsko poskytlo Mosambiku vnitřní autonomii a o rok později (1974) proběhla v Portugalsku takzvaná Karafiátová revoluce, díky níž došlo k návratu k demokracii a občanským svobodám v portugalské společnosti po období útlaku autoritativního režimu António de Oliveiri Salazara. Tato událost osamostatnění zámořských území jen napomohla, mnoho Portugalců tehdy opustilo Mosambik a vrátilo se do svobodné vlasti. Portugalská vláda a FRELIMO podepsali v Lusace mírové dohody o poskytnutí nezávislosti, byla vytvořena přechodná vláda a v roce 1975 vyhlášena nezávislost Mosambické lidové republiky. Prezidentem se stal maoista a vůdce FRELIMO Samora Moisés Machel a v Mosambiku byl zaveden politický systém jedné strany (FRELIMO).

## Změny ve společnosti
Nezávislost Mosambiku, jež byla po letech ozbrojeného guerillového boje za svobodu vyhlášena 25. června 1975, představovala změnu v systému státní správy. Již v průběhu jednání o mír uznalo Portugalsko FRELIMO za jediného zástupce mosambického lidu a předalo tak moc vládě FRELIMO, které se již v době protikoloniálního boje přihlásilo k marxismu. Příčinou příklonu k marxismu byla snaha o zisk a udržení podpory jejich protikoloniálnímu zápasu ze strany tehdejšího SSSR a Číny v důsledku neúspěšných snah o získání podpory Západu. Budování socialismu se stalo nástrojem obrany proti Západu a jeho případným snahám o podrobení v Mosambiku, ideologie marxismu se měla stát jednotícím prvkem značně jazykově, kulturně, nábožensky a regionálně fragmentizované mosambické společnosti. Etnické rozdíly měli být upozaděny třídními a třídní boj měl vytlačit ostatní disproporce. Marxismus poskytoval též jasnou vizi modernizace. Klíčovou roli v hospodářství získalo centrální plánování. Znárodňování bylo vynucené okolnostmi, po masovém odchodu Portugalců byly mnohé podniky opuštěny a jejich převzetí státem mělo zabránit zastavení provozu. Důraz byl kladen na vytvoření moderního průmyslu, zdrojem potřebného kapitálu měl být vedle zahraniční pomoci venkov. Ač vedlo FRELIMO boj za nezávislost v rurálních oblastech, jeho vize transformace venkova byla ryze urbánní. Tradiční zemědělství bylo chápáno jako zaostalé, a vláda se proto soustředila na zakládání státních statků a střediskových vesnic. Státní statky nebyly příliš úspěšné, a to přes rozsáhlé investice ve formě mechanizace. Naplnění ambiciozní strategie hospodářského rozvoje chyběly mnohé předpoklady, vedle nedostatku kvalifikovaného personálu (zahraničním expertům chyběla znalost prostředí) to byl především nedostatek kapitálu. Přesídlování obyvatelstva v rámci transformace venkova představovalo významný zásah do chodu dosavadní společnosti, vedlo však i ke zlepšení poskytování sociálních služeb, jako je výstavba škol, zdravotních středisek, které byly předtím ze strany koloniální správy naprosto přehlíženy. Lidé museli opustit své dosavadní domovy, byli nuceni změnit životní styl, místo izolovaného života v kruhu širší rodiny se museli sestěhovat se stovkami dalších obyvatel do jedné lokality, kde se kvůli zvýšené koncentraci lidí snáze šířily choroby a sociální konflikty. FRELIMO však hrubě podcenilo autoritu tradičních náčelníků, které příslušníci klanů považovali za své legální představitele, a i přes diskreditační kampaně se vládě nikdy nepodařilo tuto autoritu podkopat. 

vlajka Mosambiku

## Občanská válka v Mosambiku
Nespokojenost se zřizováním komunálních vesnic a nedůvěra k modernizační politice vlády FRELIMO vedla k ozbrojenému konfliktu na mosambickém území. Rozhodující impuls pro konflikt přišel z vnějšku a měl spojitost s dekolonizačním procesem celého jihoafrického regionu, konkrétně s ozbrojeným bojem za ukončení vlády bělošské menšiny v sousedním Zimbabwe (tehdy Rhodesie). Odplatou za mosambickou podporu protivládních guerill a připojení se k hospodářskému embargu na Rhodesii, zahájila Rhodesie přímé útoky na cíle v Mosambiku a začala organizovat ozbrojenou opozici vůči mosambické vládě. Od roku 1977 používala vznikající organizace název Mosambický národní odpor - RENAMO. (Již koncem koloniální války v Mosambiku používali Portugalci zvláštních oddílů, naverbovaných mezi Mosambičany, kteří po vojenském výcviku a indoktrinaci bojovali proti svým krajanům. Tato komanda se dopouštěla brutálního zacházení s obyvatelstvem, včetně mučení a masových poprav. Příslušníci těchto jednotek se obávali represí ze strany vítězného FRELIMO, a uprchli proto do Rhodesie).
Zatímco FRELIMO vzniklo s podporou sousední Tanzanie jako maoistické, ale poměrně záhy se orientovalo i na SSSR a jeho satelity, zejména Kubu, RENAMO se jako jedno z mála afrických hnutí definovalo od prvopočátku jako demokratické a liberální. V určitých fázích své existence dokonce bojovalo na straně zimbabwské opozice proti tamní diktatuře Roberta Mugabeho. Záštitu nad RENAMO převzala po zhroucení rhodeského režimu Jihoafrická republika, jež považovala RENAMO za vhodný nástroj pro destabilizaci Mosambiku.
RENAMO vedlo proti vládním silám v Mosambiku klasickou guerillovou válku. Při svém boji využívalo nespokojenosti podstatné části mosambického venkova s modernizačním projektem FRELIMO, stejně jako existujících etnických rozdílů. Prvotním cílem RENAMO bylo civilní obyvatelstvo a RENAMO je rovněž notoricky známo svým využíváním tzv. dětských vojáků. V důsledku války došlo k dramatickému ekonomickému propadu a masivnímu stěhování obyvatelstva. V březnu roku 1984 byla uzavřena tzv. dohoda Nkomati, podle které Jižní Afrika souhlasila s ukončením podpory hnutí RENAMO a Mosambik zase s ukončením podpory Africkému národnímu kongresu. Dohoda však nebyla dodržována a boje pokračovaly.
V roce 1986 se na straně hnutí FRELIMO do války zapojily jednotky tanzanské armády. Tohoto roku však taktéž FRELIMO ztratilo svého nejvyššího představitele, když během letecké katastrofy v Jižní Africe přišel o život prezident Samora Machel, jeho nástupcem se pak stal Joaquim Alberto Chissano. (V polovině 80. let se Mosambik v důsledku občanské války fakticky rozpadl, jeho formální existence jako státu byla udržována jen díky principům mezinárodního řádu a neschopnosti RENAMO dobýt a udržet města. Do bojů proti RENAMO byly ve stále větší míře zapojovány zimbabwské a tanzanské síly). Nástup Chissana znamenal v politice FRELIMO obrat k liberálnímu smýšlení namísto dříve důsledně prosazovaného socialismu a taktéž součást obratu vývoje orientace na Západ. Až změny mezinárodního prostředí, zvláště pak kolaps komunistických režimů ve střední a východní Evropě a počátek politické transformace v JAR (rozpadání apartheidu) na konci 80. let vytvořily příznivé podmínky pro mírové řešení konfliktu. V roce 1988 byla znovu obnovena dohoda Nkomati a o rok později se FRELIMO na svém červencovém sjezdu vzdalo ideologie marxismu-leninismu. V listopadu 1990 byla zavedena nová ústava umožňující přechod na pluralitní politický systém a Mosambická lidová republika byla přejmenována na Mosambickou republiku. O dva roky později, v říjnu 1992, byla mezi vládou (prezident Chissano) a hnutím RENAMO (vůdce Afonso Dhlakama) v Římě podepsána mírová smlouva, která ukončila 16 let trvající občanskou válku.

## Poválečný vývoj
Vyvrcholením poválečné stabilizace se staly demokratické volby, které se konaly v roce 1994 a v nichž zvítězila strana FRELIMO a její prezidentský kandidát Joaquim Chissano. O rok později (1995) Chissano odmítl účast hnutí RENAMO ve vládě. (RENAMO se po ukončení občanské války transformovalo na politickou stranu, když původně představovalo spíše čistě vojenskou organizací). Mosambik se toho roku (1995) stává členem Commonwealthu. Je realizována řada hospodářských reforem. V zemi se projevuje regionální diferenciace preferencí obyvatel, když obecně lze stanovit, že jih země podporuje FRELIMO, sever RENAMO. V roce 1998 RENAMO bojkotovalo volby do místních orgánů a v prosincových prezidentských volbách v roce 1999 porazil dosavadní prezident Chissano vůdce hnutí RENAMO Afonsa Dhaklamu. Hnutí RENAMO volby zpochybnilo a v listopadu 2000 byly během protestů hnutí RENAMO proti výsledkům voleb z roku 1999 zabity více než čtyři desítky lidí. Podle mezinárodních pozorovatelů však byly volby svobodné a spravedlivé. Roku 2002 FRELIMO zvolilo veterána boje za nezávislost Armanda Guebuza kandidátem na prezidentské volby v roce 2004, Chissano z kandidatury na své třetí funkční období odstoupil. Armando Guebuza pak v těchto prezidentských volbách roku 2004 zvítězil před kandidátem hnutí RENAMO Afonsem Dhlakhamou.